# Huanghoïta-(Nd)
La huanghoïta-(Nd) és un mineral de la classe dels carbonats que forma part del grup de la sinquisita.

## Característiques
La huanghoïta-(Nd) és un carbonat de fórmula química BaNd(CO₃)₂F. Va ser aprovada com a espècie vàlida per l'Associació Mineralògica Internacional en el mes de maig de l'any 2025. Encara resta pendent de publicació. Cristal·litza en el sistema trigonal. És l'anàleg amb neodimi de la huanghoïta-(Ce), de la qual n'és una espècie isostructural.
Les mostres que van servir per a determinar l'espècie, el que es coneix com a material tipus, es troben conservades a les col·leccions del Museu Geològic de la Xina, a Pequín (República Popular de la Xina), amb el número de catàleg: GMCTM2025004.

## Formació i jaciments
Va ser descoberta al jaciment de Bayan Obo, uns 130 km al nord de la ciutat de Baotou (Mongòlia Interior, República Popular de la Xina). Aquesta mina xinesa és l'únic indret de tot el planeta on ha estat descrita aquesta espècie mineral.